# Jüdische Gemeinde Themar
Die Jüdische Gemeinde in Themar, einer Landstadt im Landkreis Hildburghausen im fränkisch geprägten Süden von Thüringen, entstand im 19. Jahrhundert und existierte bis 1943.

## Geschichte der Gemeinde (1860–1933)
Als den Juden aus Thüringen in der zweiten Hälfte des neunzehnten Jahrhunderts erlaubt wurde, ihren Wohnort zu wählen, wurden kleine Städte wie Themar zu Anziehungspunkten für Familien aus den nahegelegenen Dörfern, wie zum Beispiel Berkach, Bibra und Marisfeld. Am Ende der 1850er/Anfang der 1860er Jahre wohnten bereits vier Familien in Themar: die Familien Wertheimer, Walther, Schloss und Sachs. Am 18. März 1863 heiratete Babette Schloss, die Tochter von Gabriel Levi und Bertha Schloss (geb. Schloss), Otto Sachs aus Berkach. Dies war eine der ersten Hochzeiten in der jüdischen Gemeinde in Themar. Im Oktober 1864 wurde der gemeinsame Sohn, Gustav Sachs, in Themar geboren.
Immer mehr Familien kamen nach. Sie sahen wirtschaftliche Vorteile: Die Stadt hatte sowohl einen Zugang zum Wasser (der Fluss Werra) als auch eine Bahnanbindung. Themar war außerdem größer als die kleinen Dörfer in der Gegend, aber dennoch nicht zu groß.
Die jüdische Gemeinde in Themar wuchs schnell. Die Menschen kamen aus vielen verschiedenen Dörfern in Thüringen. Die Brüder Grünbaum beispielsweise – Noah und Löser – waren unter den ersten, die zusammen mit ihren Ehefrauen und Kindern aus Walldorf kamen. Einerseits waren es ganze Familien, die nach Themar zogen (zum Beispiel Löb und Jette Frankenberg, die in ihren Vierzigern waren und aus Marisfeld gemeinsam mit ihren sieben Kindern zuzogen), anderseits waren es Paare in den Zwanzigern, wie zum Beispiel Samuel und Charlotte Gassenheimer, die aus Bibra mit ihren zwei Kindern, Emma und Bernhard, kamen, und später noch acht Kinder in Themar hatten.
Insgesamt fanden wir bisher Spuren von über 340 jüdischen Menschen, die zwischen 1860 und 1943 in Themar gelebt hatten. Sie waren entweder hier geboren und/oder gestorben bzw. hatten sie mehrere Jahre in Themar gelebt und sind dann woanders hingezogen. Auf jeden Fall kann man sagen, dass Themar eine Rolle in ihrem Leben gespielt hat.

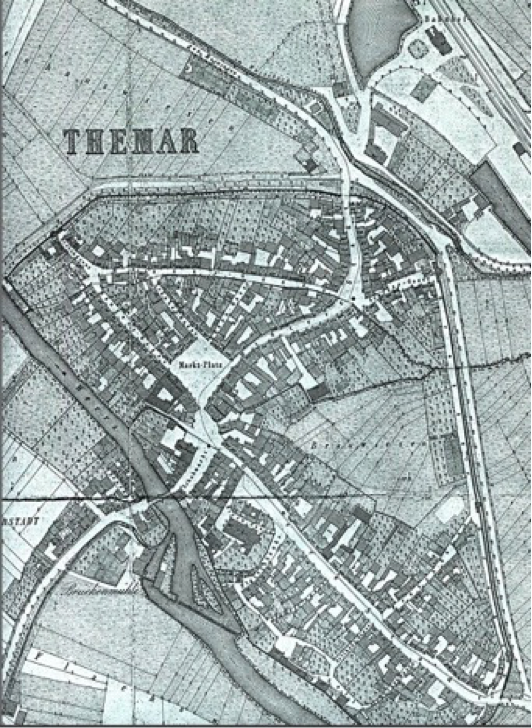
Karte von Themar im Jahr 1880

Im Jahr 1871 ergab eine Volkszählung, dass in Themar 93 Juden lebten. Das waren 6 % der Gesamtbevölkerung (1.667 Personen). Im Jahr 1885 waren möglicherweise 6,7 % der Bevölkerung jüdisch. 1932 waren nur noch 3 % der Menschen in Themar jüdisch. Das bedeutet, da die gesamte Bevölkerungszahl von Themar von 1782 bis 1933 von 1885 auf 2935 wuchs, dass die Zahl der jüdischen Einwohner lediglich von 90 auf 100 Menschen stieg. Anfang des zwanzigsten Jahrhunderts waren die meisten Familien, die später eine wichtige Rolle in Themar spielten, bereits etabliert. Es waren die Familien Baer, Frankenberg, Grünbaum, Hofmann, Kahn, Katz, Müller, Sachs, Schwab, Walther und Wertheimer.
Am 3. September 1962 stellte Oskar Stapf, der Stadtarchivar von Themar, eine Liste der jüdischen Familien zusammen, die in Themar seit 1900 gelebt hatten. Stapf, geboren im Jahr 1885, wusste viel über diese Familien, weil die meisten, wenn nicht sogar alle Kinder, die Volksschule besucht hatten, an der er Direktor gewesen war. Stapf nannte jeweils den Namen und den Beruf des Familienoberhaupts sowie die Anzahl der Kinder in den Familien.
In den 1870er Jahren gab es bereits sechs jüdische Geschäfte in Themar. Sie gehörten S. M. Müller, S. J. Baer, den Brüdern Frankenberg, A. Walther und Ernst Gassenheimer. Der lokale Textil- und Viehhandel (Rinder, Ziegen, Pferde) lag ausschließlich in den Händen dieser Familien. Diese waren auch im Reisegewerbe stark vertreten.
Wie auf dem Stadtplan unten zu sehen ist, wohnten die Familien in der ganzen Stadt verteilt. Die Viehhändler, wie die Familie Frankenberg, wohnten näher an den Wiesen; Kaufleute, wie die Familie Baer, später die Familien Stern, Müller und Grünbaum, siedelten sich dagegen im Zentrum der Stadt an. Sie wohnten entweder am Marktplatz oder in der Hinterstraße, die später in Bahnhofstraße umbenannt wurde, und die vom Marktplatz zum Bahnhof von Themar führte.
Es gab also eine blühende jüdische Gemeinde in Themar. Zunächst gab es noch keine Synagoge; ein kleiner Saal im Haus des Schuhmachermeisters Blau an der Werrabrücke wurde gemietet. 1870 wurde im Haus von Abraham Walther, einem Juden, in der Hindenburgstraße (später Oberstadtstraße, heute Ernst-Thälmann-Straße 17) ein Betsaal eingerichtet, der zugleich auch für schulische Zwecke benutzt wurde. Im Jahr 1877 wurde mit der Einweihung der Synagoge offiziell eine jüdische Gemeinde gegründet. Sie hatte mit großer Wahrscheinlichkeit eine Mikwe. Die Verstorbenen wurde allerdings weiterhin auf dem jüdischen Friedhof in Marisfeld beigesetzt. Im Jahr 1894 wurde das untere Stockwerk des Hauses in der Hindenburgstraße 17 gekauft und dort eine jüdische Schule mit einer Lehrerwohnung eingerichtet. Moritz Levinstein (1884–1938) wurde zu einem beliebten Lehrer in den frühen Jahren des 20. Jahrhunderts.

## Nationalsozialistische Verfolgung (1933–1941)
Bis zum Jahr 1933 wohnten ungefähr 75 Juden (2,5 % der Bevölkerung) in Themar. Im Jahr 1935 listete der damalige Bürgermeister der Stadt, Fritz Schorcht, 71 Mitglieder der Gemeinde namentlich auf. Am 7. März 1938 (acht Monate vor dem 9./10. November, der Reichspogromnacht) enthielt die Liste nur noch 48 Namen. Unter dem ständigen Druck und der Verfolgung durch die Nationalsozialisten hatten sich viele Themarer Juden zur Auswanderung entschieden. Nach der Reichspogromnacht sind noch mehr weggezogen.
Im Oktober 1939, nach dem Beginn des Zweiten Weltkriegs, waren mindestens 40 Menschen in der kleinen Stadt Themar von den Nazirassegesetzen betroffen. Sie waren meistens Mitglieder von Familien, die seit 70 Jahren in Themar gelebt hatten. Es waren die Enkel von Salomon und Karoline Müller: Max Müller I und seine Frau, Frieda Freudenberger, Max Müller II und seine Frau Clara (geb. Nussbaum); auch ihr ältester Sohn Herbert und dessen Frau Flora Müller (geb. Wolf); Hugo Grünbaum, dessen Frau Klara (geb. Schloss) sowie deren Tochter Else Neuhaus mit ihrem Mann Arthur und deren zwei Jahre alter Tochter Inge; die Schwestern Sara Frankenberg und die verwitwete Meta Krakauer (geb. Frankenberg) und ihre Schwägerin Klara Frankenberg (geb. Bauer); die Tochter von Hulda und Josef Kahn, Elsa Rosenberg, ihr Mann Markus und deren Sohn Julius. Als Letzte waren Alma und Max Bachmann in den 1920er Jahren nach Themar zugezogen.
Von den rassistischen Nürnberger Gesetzen von 1935 waren auch weitere 12 Menschen betroffen, die ebenfalls zu alteingesessenen jüdischen Familien gehört hatten, allerdings mit Nichtjuden verheiratet waren und mit ihnen Kinder hatten: Die Familien Walther und Kahn gehörten zum Beispiel zu solchen Familien. Mehrere der jungen Walther-Männer dienten in den frühen Jahren des Zweiten Weltkrieges in der deutschen Armee. Erna Kahn heiratete Hermann Haaß Mitte der zwanziger Jahre und konvertierte zum Protestantismus. Ihre Kinder, die Zwillinge Günter und Johanna, wurden im Jahr 1928 geboren. Auch zwei von Ernas Brüdern hatten Kinder mit nichtjüdischen Frauen: Ernas Bruder Julius Rosenberg heiratete Elsa Pabst im August 1933. Ihre Tochter Lotte wurde im Jahr 1934, d. h. noch bevor die Nürnberger Gesetze verabschiedet wurden, geboren.
Im restlichen Deutschland, bzw. in den besetzten Gebieten in Europa, lebten mindestens 100 Mitglieder von jüdischen Familien aus Themar. Man weiß noch von weiteren 24 Einzelpersonen, deren Geburtsdaten vermuten lassen, dass sie im Jahr 1941 gelebt hatten. Leider ist ihr Schicksal unbekannt.
Zwischen Dezember 1938 und 8. Mai 1942 schrieben Clara und Max Müller II regelmäßig an ihre beiden bereits ausgewanderten Söhne, Meinhold in Schweden und Willi in Palästina. Nur der älteste der drei Söhne, Herbert, war anfangs noch bei seinen Eltern in Themar, ehe er im Juli 1941 mit seiner Frau Flora entkommen konnte. 44 dieser Briefe und Postkarten sind erhalten und können uns heute das Leben des Ehepaars sowie seiner Bekannten in Themar und das Leben der Verwandten in anderen europäischen Ländern, die bereits von den Deutschen besetzt worden waren, vor Augen führen. Wenn man genauer hinsieht, handelt es sich in den Briefen hauptsächlich um eine verzweifelte Suche nach einem Ausweg aus der sich immer fester zuziehenden Schlinge der Nazipolitik.
Wir erkennen die Sorgen, ja gar die Verzweiflung, die durch die NS-Maßnahmen in der Gemeinde herrschten. Wir können außerdem nachverfolgen, wie die jüdischen Menschen nach einem Ausweg suchten.
Zwischen Oktober 1939 und dem 15. Oktober 1941 waren nur neun der Themarer Juden in der Lage, die wertvollen Visa zu erhalten, um der Hölle zu entkommen. Herbert und Flora Müller, Frieda Wolf (geb. Mayer) und ihre Schwester Nanett Levinstein (geb. Mayer), Elly Plaut (geb. Baer) und ihre Tochter Hanna Karola, wurden in verplombten Eisenbahn-waggons durch Frankreich nach Barcelona bzw. nach Lissabon geschleust, von wo aus sie an Bord der S.S. „Mouzinho“ und der „Villa Madrid“ in die Vereinigten Staaten gelangten. Elly Plaut und ihre Tochter gehörten zu den letzten Juden, die Europa verlassen konnten, bevor die nationalsozialistische „Endlösung der Judenfrage“ verwirklicht wurde.

## Deportationen ab 1942
Mitte September 1941 gab Hitler den Befehl zur Deportation der deutschen Juden in den Osten. Am 15. Oktober 1941 begann eine Serie von Transporten aus dem „Altreich“ in das Ghetto Litzmannstadt (Lodz). Ein Jahr später waren die meisten Themarer Juden deportiert. Sie wurden sowohl in die Ghettos und Vernichtungslager in den Osten geschickt, als auch nach Theresienstadt, dem Ghetto, das als „Altersghetto“ für ältere Juden über 65 bezeichnet wurde, in dem man die Menschen für eine kurze Zeit bis zum Weitertransport nach Auschwitz zusammenpferchte.
Die Vorbereitungen für die Deportation thüringischer Juden waren bereits am 4. November 1941 abgeschlossen, als der Reichsminister der Finanzen den regionalen Behörden Folgendes mitteilte: „Betreff: Abschiebung der Juden Allgemeines. Juden, die nicht in volkswirtschaftlich wichtigen Betrieben beschäftigt sind, werden in den nächsten Monaten in eine Stadt in den Ostgebieten abgeschoben. Das Vermögen der abzuschiebenden Juden wird zugunsten des Deutschen Reiches eingezogen. Es verbleiben den Juden 100 RM und 50 Kilo Gepäck je Person.“
Im Frühjahr 1942 wurden die thüringischen Juden über den Abtransport benachrichtigt. Am 8. Mai 1942 schrieben Max Müller II und Clara Müller an ihren Sohn Meinhold, der in Schweden lebte: „Lieber Meinhold! Wie wir bereits schrieben, verreisen wir morgen früh mit Familie Neuhaus. Eine Adresse können wir Dir nicht angeben, sobald es uns möglich ist, geben wir Dir unsere neue Adresse an. Inzwischen schreibe an Onkel Max. Da es sehr eilig geht, schreibe ich heute kurz. Viele Grüße Dein Papa. Innige Küsse Mama.“
Am 10. Mai wurden Max u. Clara Müller und auch Arthur u. Else (geb. Grünbaum) Neuhaus mit Tochter Ingeborg (geb. 1937) nach Leipzig transportiert, wo weitere Juden aus Leipzig und aus anderen Städten und Dörfern Sachsens in die Waggons gepfercht wurden. Unter den Menschen auf diesem Transport befanden sich 26 Juden, die eine Verbindung zu Themar hatten. Der Transport mit insgesamt 1.002 Personen fuhr 1.100 Kilometer nach Bełżyce und kam dort am 12. Mai 1942 an. Im Oktober 1942 wurde das Ghetto Bełżyce zum Arbeitslager umfunktioniert. Dabei wurden diejenigen, die nicht arbeitsfähig waren, entweder im Ghetto selbst ermordet oder in eines der Vernichtungslager gebracht (Sobibor, Belzec oder Majdanek). Im Mai 1943 wurden die im Ghetto Verbliebenen entweder in die Arbeitslager in Krasnik oder in Budzyn gebracht.
Die zweite Deportationswelle aus Themar erfolgte am 20. September 1942. Sieben Juden waren direkt betroffen: Meta Krakauer, geb. Frankenberg und ihre Schwägerin Klara Frankenberg, geb. Bauer, Hugo und Klara Grünbaum, geb. Schloss, Max Müller I und seine Frau Frieda sowie Markus und Else Rosenberg, geb. Kahn. Sie wurden erst nach Weimar transportiert und dort in einem Zug mit anderen 357 Juden aus Thüringen zusammengepfercht. In Leipzig kamen noch 520 Juden hinzu. Das Endziel dieser Fahrt war die Ortschaft Bauschowitz, da das Ghetto Theresienstadt bis Sommer 1943 keinen eigenen Bahnanschluss hatte. Die Häftlinge mussten die drei Kilometer bis zum Ghetto Theresienstadt zu Fuß und unter Bewachung zurücklegen.
Mindestens 62 Themarer Juden wurden zwischen dem 26. Juni 1942 und Februar 1945 aus verschiedenen Orten innerhalb des besetzten Europas nach Theresienstadt deportiert, unter anderem Georg und Rudolf Gassenheimer. Beide wurden in Themar geboren und waren jeweils mit den Schwestern Selma und Thekla Schwab aus Berkach verheiratet. Im Februar 1945 wurde die letzte Themarer Jüdin nach Theresienstadt deportiert – Doris Lorenzen (geb. Frankenberg). Sie hatte in Dinslaken gewohnt, wo ihre „privilegierte Mischehe“ sie einigermaßen geschützt hatte.
Nanny Steindler (geb. Rindsberg) war die erste Themarer Jüdin, die starb, zehn Tage nach ihrer Ankunft, im Alter von 88 Jahren. Im Laufe des Jahres 1942 sind zehn weitere Menschen dem Hunger und dem Typhus erlegen. Im Jahr 1943 starben noch 12 Juden aus Themar. Unter ihnen Max Müller I und seine Frau Frieda. Beide starben jeweils im November 1943.
Im September 1943 wurden die ersten beiden Themarer Juden nach Auschwitz deportiert. Im Jahr 1944 folgten weitere 19 Personen, darunter fünf Frauen wie Else Rosenberg (geb. Kahn). Diese wurde nach dem Tod ihres Mannes Markus nach Auschwitz zur Ermordung gebracht. Als das Ghetto am 8. Mai 1945 befreit wurde, blieben fünf Themarer Jüdinnen – Minna Frankenberg (geb. Gassenheimer), Helene Gassenheimer (geb. Hirsch), Hulda Grossmann (geb. Bär), Meta Krakauer (geb. Frankenberg) und ihre Nichte Doris Lorenzen – am Leben. Auch Hulda Grünbaum (geb. Schlesinger) hatte in der Schweiz überlebt. Von den nach Auschwitz Deportierten kam niemand zurück.